# Allochthonius shintoisticus
Espèce
Allochthonius shintoisticus est une espèce de pseudoscorpions de la famille des Pseudotyrannochthoniidae.

## Distribution
Cette espèce est endémique du Japon.

## Publication originale
- (en) Joseph Conrad Chamberlin, « On some false scorpions of the suborder Heterosphyronida (Arachnida - Chelonethida) », Canadian Entomologist, vol. 61, no 7,‎ juillet 1929, p. 152-155 (ISSN 0008-347X, e-ISSN 1918-3240).